# Di-ethylcarbonaat
Di-ethylcarbonaat is een organische verbinding met als brutoformule C5H10O3. De stof komt voor als een kleurloze vloeistof met een etherische geur, die onoplosbaar is in water.

## Toepassingen
Di-ethylcarbonaat wordt als oplosmiddel voor nitrocellulose, kunst- en natuurhars gebruikt. Het is ook een reagens bij verscheidene organische synthese, zoals een carbo-ethoxylering, en bij de synthese van heterocyclische verbindingen.

## Toxicologie en veiligheid
De stof reageert hevig met sterk oxiderende stoffen, waardoor kans op brand en ontploffing ontstaat. Di-ethylcarbonaat tast vele kunststoffen en harsen aan.
De stof is irriterend voor de ogen en de luchtwegen.